# Zajęcie Stryja przez Ukraińców w 1939 roku
Zajęcie Stryja przez Ukraińców w 1939 roku – opanowanie miasta Stryj podczas kampanii wrześniowej, w nocy z 12 na 13 września 1939 roku, przez grupy Organizacji Ukraińskich Nacjonalistów oraz ukraińskich mieszkańców miasta i okolic.

## Przebieg wydarzeń
12 września 1939 roku Stryj był silnie bombardowany przez Luftwaffe. Aby uniknąć strat, polskie dowództwo ewakuowało wieczorem z miasta 102. batalion wartowniczy, wycofała się również obsada posterunku Policji Państwowej. Wojsko pozostawiło warty jedynie przed koszarami oraz magazynami wojskowymi.
Wykorzystała to grupa ludzi, m.in. wypuszczeni z więzienia skazańcy, rozpoczynając rabunek pozostawionego mienia.
Powstała sytuacja pozwoliła uzbrojonym grupom OUN na opanowanie miasta. Nie powiodła się natomiast próba przejęcia składu paliwa na stacji kolejowej w Stryju, odparta przez strażników i uzbrojonych kolejarzy.
Na wieść o rozruchach, grożących wybuchem poważnego zamieszania na tyłach walczących wojsk polskich, nad ranem 13 września dowództwo Grupy „Stryj” wydało rozkaz obsadzenia miasta z powrotem (głównie przez batalion marszowy 49 pułku piechoty) i opanowania sytuacji. Walki trwały do końca dnia. Zakończyły się stłumieniem rebelii, a ok. 40 bojówkarzy OUN schwytanych z bronią w ręku rozstrzelano. Szacuje się, że w dywersji brało udział 500–700 Ukraińców.

## Epilog
17 września, na wieść o agresji sowieckiej polskie formacje wycofały się ze Stryja w kierunku granicy węgierskiej. 22 września miasto zostało zajęte przez siły Armii Czerwonej. W Stryju rozpoczęła się pierwsza okupacja sowiecka.